# 巴川駅
巴川駅（ともえがわえき）は、かつて茨城県鉾田市借宿にあった鹿島鉄道鹿島鉄道線の駅（廃駅）である。2007年（平成19年）4月1日、鹿島鉄道線の廃線に伴い廃止となった。

## 歴史
- 1929年（昭和4年）5月16日：鹿島参宮鉄道の駅として開業[2]。
- 1965年（昭和40年）6月1日：鹿島参宮鉄道と常総筑波鉄道が合併して関東鉄道が発足。同社鉾田線の駅となる[3]。
- 1979年（昭和54年）4月1日：鉾田線が鹿島鉄道に分社化、鹿島鉄道の駅となる[3]。
- 2007年（平成19年）4月1日：廃止[3]。

## 駅構造
島式ホーム1面2線を有する地上駅であり、無人駅であった。出口はホームの北側に位置しており、ホームから出口への移動には、構内踏切を利用した。また、ホーム上には待合室が設置されていた。

## 駅周辺
出口側に数軒の住宅からなる集落がある。線路を挟んだ反対側は、のどかな田園風景が広がる。なお、ダイヤグリーン倶楽部は当駅からやや離れた所にある。
- 借宿簡易郵便局 - 徒歩約9分
- 借宿神社
- 吉祥寺（金銅大仏）

## 隣の駅
鹿島鉄道
■鹿島鉄道線
借宿前駅 - 巴川駅 - 坂戸駅